# Saad Hinti
Saad Hinti (né le 27 avril 2002) est un athlète marocain, spécialiste du 400 m haies

## Biographie
En mars 2024, Saad Hinti remporte la médaille d'or du 400 m haies lors des Jeux africains d'Accra au Ghana, établissant à cette occasion un nouveau record du Maroc en 48 s 82.

## Palmarès
| Date | Compétition                     | Lieu      | Résultat | Épreuve     | Temps        |
| ---- | ------------------------------- | --------- | -------- | ----------- | ------------ |
| 2022 | Jeux de la solidarité islamique | Konya     | 1er      | 4 × 400 m   | 3 min 3 s 76 |
| 2023 | Championnats panarabes          | Marrakech | 2e       | 400 m haies | 49 s 66      |
| 2023 | Jeux de la Francophonie         | Kinshasa  | 1er      | 400 m haies | 49 s 32      |
| 2023 | Jeux de la Francophonie         | Kinshasa  | 1er      | 4 × 400 m   | 3 min 3 s 44 |
| 2024 | Jeux africains                  | Accra     | 1er      | 400 m haies | 48 s 82      |

## Records
| Épreuve     | Temps        | Lieu  | Date         |
| ----------- | ------------ | ----- | ------------ |
| 400 m haies | 48 s 82 (NR) | Accra | 21 mars 2024 |